# 전태일 평전
《전태일 평전》(全泰壹 評傳, 영어: A Single Spark)은 대한민국의 인권변호사 조영래의 저서이다.
저자가 수배생활 중 집필한 전태일에 대한 평전이다. 저자의 이름은 대한민국의 군사독재 시절 내내 비밀에 부쳐졌다가, 1991년 1차 개정판에 이르러 비로소 밝혀졌다.

## 집필
저자 조영래와 전태일의 인연은 1970년 전태일의 장례식이 서울대학교 법학대학 주관으로 치러졌을 때 조영래가 참석하면서부터이다. 이후 조영래는 전국민주청년학생총연맹 사건의 관련자로 수배되면서 1974년부터 1979년까지 6년간 도피 생활을 하게 된다. 그 중 3년의 시간을 들여 전태일의 어머니 이소선을 만나고 생존 당시 전태일과 함께한 청계천 노동자들을 알기 위해 청계천 일대를 누빈다. 그리고 장기표가 이소선으로부터 전해받은 전태일의 수기를 정리하여《어느 청년노동자의 삶과 죽음》이라는 이름으로 이 책을 집필한다.

## 출간
이 책은 일본에서 먼저 출간하고, 이후 1983년 군사독재 중이던 대한민국에서 익명으로 출간한다. 저자는 조영래의 사망 1년 후인 1991년 1차 개정판에서 밝혀졌다.

## 그 외
이 밖에도 1988년 전태일 기념 사업회가 펴낸 전태일의 일기, 수기, 편지, 소설 초안, 실태조사 설문지, 진정서 등을 모은 수필집인 《내 죽음을 헛되이 말라》가 있다. ‘전태일 전집’이라고도 불리는 이 책은 조영래의 생각을 거친 ‘전태일 평전’과 달리 전태일을 있는 그대로 보여준다.

## 같이 보기
- 전태일 문학상
- 평화시장